# 아쓰기정
아쓰기정(일본어: 厚木町)은 일본 가나가와현의 중앙부 아이코군에 속했던 정이다.
현재의 아쓰기시는 1955년에 신설합병에 의해 탄생했으며 본정과는 별개의 자치체이다.

## 역사
- 1889년 4월 1일 - 정촌제 시행에 의해 아쓰기촌 단독으로 정으로 승격해, 아이코군 아쓰기정이 성립하였다.
- 1955년 2월 1일 - 고아유촌, 다마가와촌, 난모리촌, 무쓰아이촌과 합병해 아쓰기시가 성립하여, 동일 아쓰기정은 폐지되었다.

## 교통

### 철도
- 오다와라 급행철도 (현 오다큐 전철)
  - 오다와라선

### 도로
- 아쓰기 오야마 가도

## 참고 문헌
- 角川日本地名大辞典編纂委員会,『角川日本地名大辞典 神奈川県』1984, 角川書店